# Liste der Bischöfe von Gravina
Die folgenden Personen waren Bischöfe von Gravina (Italien):
- Guido (1092–1145)
- Orso (Ursone) (1146–1155)
- Roberto (1156–1179)
- Tommaso (1189–1215)
- Samuele (1215–1244)
- Pantaleone (ca. 1245–1256)
- Giacomo I. (1257–1266)
- Sedisvakanz 1266–1282
- Pietro, O.S.B. (ca. 1280–1284)
- Palmieri (Palmerio) (1284–1286)
- De Madio Nicola, O.P. (1287–1291)
- Giovanni I. (1291–1294)
- Giacomo II. (1294–1308)
- Francesco (1308/09–1318)
- Nicola (1320/21–1335)
- Riccardo Caracciolo (Carnecchia), O.F.M. (1336–1343)
- Andrea, O.F.M. (1343–1345)
- Tancredi, O.F.M. (1345–1349)
- Cucchi Bernardo (1349–1350)
- Giovanni II., O.F.M. (1350–1372)
- Luciano, O.E.S.A. (1373–1381)
- Filippo (1388–1395)
- Francesco Bonaccursi, O.F.M. (1395–1400)
- Antonio De Rossi (1400–1402)
- Ruggero De Longobardi, O.F.M. (1402–1411)
- Enrico Dasmani, O.F.M. (1420–1426) (Apostolischer Administrator)
- Giovanni Roberto Santoro (1426–1429)
- Gerardo (1429)
- Enrico, O.F.M. (1429)
- Simeone ?
- Antonio De Rainaldis ?
- Antonio de Franchitella (Tranchitella) (1447)
- Marino Orsini (1447–1471) (Apostolischer Administrator, auch Erzbischof von Taranto)
- Jacopo Vittorio Appiani (1473–1482)
- Pietro Matteo D’Aquino (1482–1508) (auch Bischof von Lecce)
- Antonio Brancati, O.P. (1508–1518)
- Rinaldi Luca (1518–1552)
- Giovanni Angelo Pellegrino (1552–1568)
- Francesco Bossi (1568–1574) (auch Bischof von Perugia und Novara)
- Gastone Ettore Paganelli (1574–1575)
- Giulio Ricci (1575–1581)
- Antonio Maria Manzolio (1581–1593)
- Vincenzo Giustiniani (1593–1614)
- Agostino Cassandra, O.F.M. (1614–1623)
- Giulio Cesare Sacchetti (1623–1626) (auch Bischof von Fano)
- Arcangelo Baldini, O.P. (1626–1629)
- Arcasio Ricci, O.F.M. (1630–1636)
- Filippo Consacchi (1636–1644)
- Domenico Cennini (1645–1684)
- Sedisvakanz 1684–1686
- Domenico Valvassorio, O.E.S.A. (1686–1689)
- Marcello Cavalieri, O.P. (1690–1705)
- Luigi Capuano, O.P. (1705–1708)
- Sedisvakanz 1708–1718
- Cesare Francesco Lucini, O.P. (1718–1725)
- Vincenzo Ferrero, O.P. (1725–1730)
- Camillo Olivieri (1731–1758)
- Nicola Cicirelli (1758–1790)
- Sedisvakanz 1790–1792
- Michele De Angelis (1792–1806)
- Sedisvakanz 1806–1818
- Ludovico Rosselli, O.F.M. (1818–1818)
- Cassiodoro Margarita (1818–1850)
- Francesco Saverio Giannuzzi Savelli (1851–1851)
- Mario De Luca (1851–1855)
- Raffaele Morisciano (1855–1858)
- Alfonso Maria Cappetta (1859–1871)
- Vincenzo Salvatore (1872–1899)
- Cristoforo Maiello (1899–1906)
- Nicola Zimarino (1907–1920)
- Giovanni Maria Sanna, O.F.M. Conv. (1922–1953)
- Aldo Forzoni (1953–1961)
- Giuseppe Vairo (1962–1970) (auch Erzbischof von Acerenza und Potenza und Bischof von Muro Lucano und Tricarico)
- Sedisvakanz 1970–1975
- Salvatore Isgró (1975–1982) (auch Erzbischof von Sassari)
- Tarcisio Pisani, O.M. (1982–1994)
- Agostino Superbo (1994–1997) (auch Erzbischof von Potenza)
- Mario Paciello (1997–2013)
- Giovanni Ricchiuti (2013–2023)
- Giuseppe Russo (seit 2023)